# Jan Pęczak
Jan „Jahlove” Pęczak (ur. 8 grudnia 1978 w Warszawie) – polski multiinstrumentalista: gitarzysta, perkusista i basista, producent, kompozytor, piosenkarz i autor tekstów. 
Założyciel zespołu The Relievers i współzałożyciel grupy Blast Muzungu. Od 2007 gitarzysta T.Love. Współpracował z Tadeuszem Sudnikiem (przy projekcie Studio Dźwięków Niemożliwych), Pako Sarrem, Virtual Jazz Reality, Sto % Bawełny i Houk.

## Życiorys
Jest synem kulturoznawcy i dziennikarza Mirosława Pęczaka. W 1998 został gitarzystą w zespołach Virtual Jazz Reality i Sto % Bawełny (który zawiesił działalność w 2003). Po opuszczeniu VJR w 2000 razem z Marcinem Ułanowskim i Bartkiem Wojciechowskim założył Jan Pęczak Trio, które zakończyło działalność w 2003. W 2000–2002 grał także w zespole Houk. W 2001 otrzymał nagrodę Gitarowy Top w kategorii „nowa nadzieja” w plebiscycie redakcji czasopisma „Gitara i Bas”. W 2004 założył zespół reggae The Relievers, a w 2005 – Blast Muzungu.
Jest autorem muzyki do utworów „Pracuj albo głoduj” i „Tylko miłość” z albumu pt. I Hate Rock’n’Roll nagrango przez zespół T.Love, którego gitarzystą został w październiku 2007 Pod koniec tego samego roku wziął udział w nagraniach debiutanckiego albumu zespołu Pan Profeska. W lutym 2015 premierę miał album grupy The Relievers pt. 13 Months of Sunshine, którego Pęczak został producentem.